# 保路运动

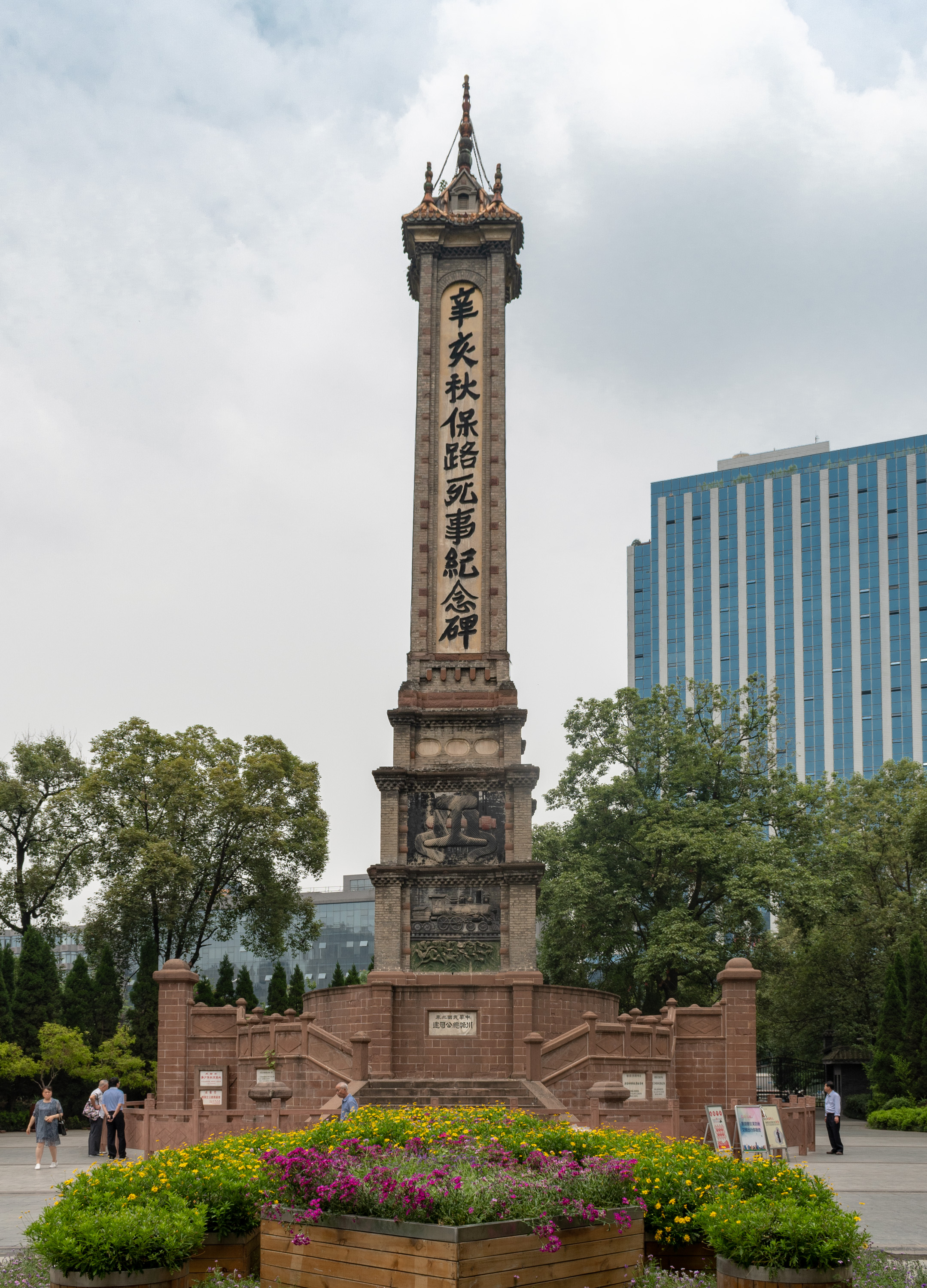
成都人民公园的辛亥秋保路死事纪念碑

保路運動，又稱保路風潮，發生於清宣統三年（1911年），為清朝末年四川、湖北、湖南、廣東等省反對清朝政府將地方準備興建的川漢鐵路、粵漢鐵路進行國有化而發生的運動。其中四川省的運動最為激烈。
四川保路運動是由立憲派發動和領導的。他們力圖把運動控制在和平抗議的範圍內，要求人們只求爭路，不反官府，不打教堂，更不得聚眾暴動。同盟會雖然沒有掌握保路運動的領導權，但他們執行「借保路之名，行革命之實」的策略，暗中聯絡會黨，準備武裝起義。此次運動因使清廷調派湖北官軍前往四川地方鎮壓，導致守備缺乏，是武昌起义成功的決定性因素。

## 導火線
1904年，由四川省留日學生首倡，經四川總督錫良奏請，在成都設立官辦的“川漢鐵路總公司”。股本來源除認購之股、官本之股和公利之股外，主要是“抽租之股”，也稱“租股”。租股的抽收辦法，一般是隨糧徵集，值百抽三，帶有強制性。所抽租股均按市價折銀，填給股票，每50兩一股，按年領息，路成後可分紅利。因此凡是納稅的四川農戶皆為公司股東。為保障四川民眾權益，《川漢鐵路總公司集股章程》55條，明確宣布不借外債，不招外股，專集華股。由於租股佔川漢鐵路公司股本的比重越來越大，因此四川紳民強烈要求改官辦為商辦。
1907年，官股退出，名義上成為商辦公司，但是公司管理層依然充斥各級官員，如該公司宜昌公司的總理李稷勳，為前郵傳部參議；駐上海經理施典章，其在1905年升任公司經理前，曾任廣州府知府、瓊州府知府、榆林府知府。
1909年張之洞受命督辦湖北境內的川漢鐵路和湖北湖南境內的粵漢鐵路，與英法德美四國簽訂《湖廣鐵路借款合同》，借款五百五十萬英磅，五厘起息。後張之洞病逝，不久由郵傳大臣盛宣懷接手督辦。 
1911年5月，清廷在盛宣懷的強力推進下，宣布“鐵路幹線國有政策”，強收川漢、粵漢鐵路為“國有”，由中央借外債修築鐵路。旋與英、法、德、美四國銀行團訂立借款合同，總額為六百萬英鎊，四國銀行團享有湘鄂境內粵漢、川漢鐵路的修築權和鐵路延長修築的優先權。 1905年收回的粵漢鐵路築路權、四川民眾擁有的川漢鐵路築路權因此喪失。而原來地方的集資款概不退現款，只換發國家鐵路股票。這引發四川、湖北、湖南、廣東各地的反對聲浪。各省督撫順從民意致電朝廷，希望遵從民意，從長計議。盛宣懷本欲與各省一一談判，分化瓦解危機，但四川由於發生官員虧空案，反對尤為激烈，最後導致保路運動發生。
至保路運動爆發為止，川漢鐵路公司總共從民間募集1400萬兩的股款。因各種困難，宜萬鐵路（宜昌至萬縣）段於1909年底方才開工。據估算，其中約700萬兩用於建設，對應等值股票，剩餘700萬兩中的300萬兩，被前廣州府知府、時任公司駐上海經理施典章在上海橡皮股票風潮中投機虧空。清中央政府只同意發給四川鐵路公司股東大約400萬兩的國家保利股票，而不負責承擔施典章虧空的300萬兩損失。再加上各種損耗，川漢公司籌集到款項至保路運動發生前就已經消耗損失近半。清廷宣布鐵路國有時，川漢公司商人股東本欲藉國有化讓政府彌補虧空案損失。川漢鐵路公司管理層為了轉移各界對集資款去向的質疑，商人股東為了保護自己的投資，發動以一般民眾為主要群體的中小股東抗爭，希望讓清中央政府承認官員虧空，否則將反對鐵路國有化、並敲打清中央政府搖搖欲墜的統治權威。但清中央政府與盛宣懷拒不答應條件，遂使矛盾激化。

## 过程

### 四川保路同志會

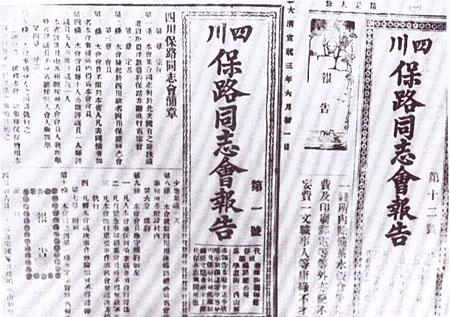
四川保路同志会报告，宣統三年（1911）六月

1911年6月17日，成都各團體兩千余人在鐵路公司開會，成立“四川保路同志會”，推舉四川省咨議局議長蒲殿俊、副議长羅綸為正副會長，提出了“破約保路”的宗旨，發布《保路同志會宣言書》等文告，出版《四川保路同志會報告》，四處張貼，宣傳保路。并派會員分路講演，舉代表赴京請願。四川護理總督王人文接見請願代表，表示同情，并上奏朝廷，參劾盛宣懷。全川各地聞風響應，四川女子保路同志會、重慶保路同志協會和各州、縣、鄉、鎮、街、各團體保路同志分會相繼成立，會員眾至數十萬。四川各族人民、各階層人士也紛紛加入保路斗争的行列。教師學生、農夫苦力、商人士兵、回族同胞、羌族土司、基督教徒、僧尼道士以各種形式集會演說，呼號奔走，掀起保路運動熱潮。

### 罷市罷课
8月2日，趙爾豐抵達成都，接任四川總督，開導民眾，代奏貶黜川漢鐵路宜昌公司的總理李稷勛。8月5日，在成都召開川漢鐵路股東特別大會，鬥爭日趨激烈，逐漸衝破立憲派「和平抗議」的束縛。8月24日，群眾性的罷市罷課風潮在成都發端，迅速席捲全川各地。

### 抗捐抗税
9月1日，川汉铁路公司股东会议通告全川不纳粮税。抗粮抗捐斗争在全省蓬勃兴起，捣毁各地经征局、厘金局和巡警局。风潮所播，遍及全川，使清廷陷于窘境。

### 成都血案
9月4日，清廷电饬赵尔丰：“迅速解散，切实弹压，勿任蔓延为患”。9月5日，在铁路公司特别股东大会上，出现《川人自保商榷书》的传单，号召川人共图自保，隐含革命独立之意。9月7日，四川總督赵尔丰诱捕保路同志会和股东会首要人物蒲殿俊、罗纶、颜楷、张澜、邓孝可等人，封闭铁路公司和同志会。成都数万群众相率奔赴总督衙门请愿，要求释放被捕人员。赵尔丰下令清兵当场枪杀请愿群众三十二人，由力主武力鎮壓的巡防軍統領田徵葵率先下令對民眾開槍，制造“成都血案”。之後，赵尔丰致电内阁，说是匪徒数千进攻督署。当天，同盟会员用木片制“水电报”，投入锦江，传警各地。

### 同志军起义
在保路运动刚刚兴起时，同盟会在成都秘密会议，决定要“以保路为推倒满清的工具”，“鼓动股东大会，组织革命军”，明确提出将“离间官民”作为重要的工作手段，“故意领导民众，暴动于省城之中”，外围则“割据州县，或进攻成都，包围于省城之外”。
成都附近十余州县以农民为主体的同志军，在同盟会员和哥老会首领秦载赓、龙鸣剑、侯宝斋、张捷先、张达三等人率领下，四面围攻省城，在城郊红牌楼、犀浦等地与清军激战。周鸿勋率所部巡防军在邛州反正，与南路同志军占据新津。罗子舟率雅州、荥泾同志军扼守大相岭，阻击清军。各州县同志军一呼百应，把守关隘，截阻文报，攻占县城。大竹李绍伊、犍为胡潭等会党首领揭竿而起，西昌地区彝藏同胞攻城逐官，川西北藏羌土司聚众举义。全川各族人民浴血奋战，反清斗争势如燎原，造成四川独立的有利形势。

### 端方入川
同志军起义使清廷震恐，9月10日将赵尔丰免职，命端方署理四川总督，率部分湖北新军立刻入川镇压，是时全国革命党人加紧活动，革命大有一触即发之势，湖北空虚，从而导发了武昌起义。11月27日新军哗变，端方及其弟端锦为军官刘怡凤所杀。

### 荣县独立
9月25日，同盟會會員吴玉章、王天杰领导荣县独立，建立了辛亥革命时期第一个县级革命政权。

### 四川独立
10月10日，武昌起义进一步推动四川的独立革命。11月21日，广安州组成大汉蜀北军政府。22日，蜀军政府在重庆成立，宣布同盟会的政治纲领。川东南五十七州县响应独立。27日，成都宣布独立，成立大汉四川军政府，蒲殿俊被推举首任都督。同一天，入川湖北新军在靠近成都的资中县反正，杀死端方。清朝在四川的统治彻底覆灭。

## 事件影響
保路運動發生以後，清廷調派湖北新軍前往鎮壓，造成武昌防務空虛，為武昌起義提供有利的契機。所造成的影響有二：一、清政府在四川、陝西、湖南南部的影響衰落。二、辛亥年武昌起義之後湖北、陝西等地的革命軍在四川幾乎是「兵不血刃，城門自開」，駐守在當地的清朝官吏大都被俘，或被迫化裝连夜潜逃。